# پلنت هر
پلنت هر (به انگلیسی: Planet Her) سومین آلبوم استودیویی از رپر و خواننده آمریکایی دوجا کت است. این آلبوم در ۲۵ ژوئن ۲۰۲۱ توسط کموساب رکوردز و آرسی‌ای رکوردز منتشر شد. این آلبوم که نام آن برگرفته از یک سیاره خیالی است که توسط دوجا کت ساخته شده است، تلفیقی از سبک‌های پاپ، هیپ هاپ و آراندبی است. از نظر شعری، این آلبوم در میان موضوعات به زنانگی، تنهایی، روابط عاشقانه و جنسی می‌پردازد.

## فهرست قطعات
| نسخه‌ی استاندارد | نسخه‌ی استاندارد                                 | نسخه‌ی استاندارد                        | نسخه‌ی استاندارد                                                | نسخه‌ی استاندارد                                    | نسخه‌ی استاندارد |
| شماره           | نام                                             | سراینده                                | آهنگساز                                                        | تهیه‌کننده(ها)                                      | مدت             |
| --------------- | ----------------------------------------------- | -------------------------------------- | -------------------------------------------------------------- | -------------------------------------------------- | --------------- |
| ۱.              | «زن»                                            | آمالا دلامینی جیدنا موبیسون لیدیا اسرت | دیوید اسپریچر لیندن جی آرون هورن اینسلی جونز                   | یتی بیتس لیندن جی آینزلی جونز [a] کریت کلاسیکز [a] | ۲:۵۲            |
| ۲.              | «برهنه»                                         | دلامینی                                | کرتیس مک‌کنزی الکساندر شوکبرگ مارکوس جونز دنیل جیدر             | کورتیس مک‌کنزی ال شوکس                              | ۳:۴۳            |
| ۳.              | «روز پرداخت» (با همکاری یانگ تاگ)               | دلامینی جفری لامار ویلیامز             | آری استراچه                                                    | وای۲کی                                             | ۳:۳۳            |
| ۴.              | «برو سراغش (یاه)»                               | دلامینی                                | استراچه شلدون چونگ                                             | وای۲کی سالی                                        | ۲:۱۸            |
| ۵.              | «باید بدونم»                                    | دلامینی                                | لوکاس گاتوالد                                                  | دکتر لوک                                           | ۳:۳۰            |
| ۶.              | «من مواد مصرف نمیکنم» (با همکاری آریانا گرانده) | دلامینی گرانده                         | استراچه چونگ                                                   | وای۲کی سالی                                        | ۳:۰۹            |
| ۷.              | «عشقِ رویا»                                      | دلامینی                                | مک‌کنزی جمیل چماس خالد روهایم مَسیج مارگول-گرومادا سیدهارت مالیک | مک‌کنزی دیجی خالد روهایم                            | ۳:۳۶            |
| ۸.              | «حق با توئه» (با د ویکند)                       | دلامینی ایبل تسفای                     | گاتوالد                                                        | دکتر لوک                                           | ۳:۰۶            |
| ۹.              | «اینجوری بوده»                                  | دلامینی                                | جرارد ای‌ پاول دوم آرون بو اسپریچر مارگوکس ویتنی                | تیزهیمسلف آرون بو یتی بیتز [b]                     | ۲:۵۷            |
| ۱۰.             | «گزینه‌ها» (با همکاری JID)                       | دلامینی دستین روت                      | استراچه اندرو کوهن                                             | وای۲کی مایر هاوترون                                | ۲:۳۹            |
| ۱۱.             | «هیچ گهی نیست»                                  | دلامینی                                | پاول روژت چاهاید اسپریچر مک‌کنزی                                | تیزهیمسلف روژت چاهاید یتی بیتز [b] مک‌کنزی [b]      | ۲:۵۴            |
| ۱۲.             | «تصور»                                          | دلامینی                                | پاول مایکل هکتور                                               | تیزهیمسلف مایک هکتور                               | ۲:۲۸            |
| ۱۳.             | «تنها»                                          | دلامینی                                | اسپریچر جی آنتواین کالینز گوردون رید-کمپبل لارا روی            | یتی بیتز جی [a] تروی نوکا [b]                      | ۳:۴۸            |
| ۱۴.             | «منو بیشتر ببوس» (با همکاری سزا)                | سولانا روئی                            | اسپریچر چاهاید پاول گاتوالد استفان کیپنر تری شدیک کارتر لنگ    | چاهاید یتی بیتز تیزهیمسلف [b] کارتر لنگ [b]        | ۳:۲۸            |
| مجموع مدت:      | مجموع مدت:                                      | مجموع مدت:                             | مجموع مدت:                                                     | مجموع مدت:                                         | ۴۴:۰۶           |

| قطعات جایزه نسخه‌ی لوکس | قطعات جایزه نسخه‌ی لوکس                    | قطعات جایزه نسخه‌ی لوکس              | قطعات جایزه نسخه‌ی لوکس            | قطعات جایزه نسخه‌ی لوکس         | قطعات جایزه نسخه‌ی لوکس |
| شماره                  | نام                                       | سراینده                             | آهنگساز                           | تهیه‌کننده(ها)                  | مدت                    |
| ---------------------- | ----------------------------------------- | ----------------------------------- | --------------------------------- | ------------------------------ | ---------------------- |
| ۱۵.                    | «حق با توئه» (نسخه‌ی طولانی‌تر; با د ویکند) | دلامینی تسفای                       | گاتوالد                           | دکتر لوک                       | ۴:۰۸                   |
| ۱۶.                    | «بالا و پایین»                            | دلامینی                             | مک‌کنزی مارگول-گرومادا لی استاشنکو | مک‌کنزی مارگول-گرومادا فالن     | ۲:۳۱                   |
| ۱۷.                    | «امشب» (با همکاری ایو)                    | دلامینی طانیشا جکسون ایو جیهان کوپر | گاتوالد راب تیولو                 | دکتر لوک ریف                   | ۲:۴۸                   |
| ۱۸.                    | «سواری»                                   | دلامینی                             | اسپریچر ایلانا آرمیدا             | باندانا یتی بیتز ایلانا آرمیدا | ۲:۵۶                   |
| ۱۹.                    | «چرا چرا» (با همکاری گانا)                | گانا سرجیو گیاوانی کیچنز            | استراچه چونگ                      | وای۲کی سالی                    | ۲:۵۸                   |
| مجموع مدت:             | مجموع مدت:                                | مجموع مدت:                          | مجموع مدت:                        | مجموع مدت:                     | ۵۹:۲۸                  |

#### اعتبار‌های استفاده از نمونه
- "برهنه" نمونه‌ای است از "اینجا در آیووا" (۲۰۱۵)، که توسط مارکوس اریک جونز و دنیل گوستاو پیتر جیدر نوشته شده است و توسط کورالروون اجرا شده است.
- "منو بیشتر ببوس" بخشی از "فیزیکی" (۱۹۸۱)، که توسط استیو کیپنر و تری شدیک نوشته شده، و توسط الیویا نیوتن-جان اجرا شده است را بازسازی کرده است.